# Spindelkvinnans kyss (pjäs)
Spindelkvinnans kyss ( spansk originaltitel  El beso de la mujer araña) är en dramatisering av romanen med samma namn av den argentinske författaren Manuel Puig. Romanen publicerades 1976. Pjäsen 1983. Spindelkvinnans kyss fick sin urpremiär på Bush Theatre i London 1985. 

## Handling
Pjäsen beskriver mötet mellan den homosexuelle dekoratören Luis Molina och den marxistiske revolutionären Valentin Arregui. De fördriver tiden i cellen med att Molina berättar handlingen ur sina favoritfilmer. Pjäsen var ursprungligen tänkt att utspelas i Villa Devoto-fängelset, Buenos Aires, under trettio dagar.

## Uppsättningar i Sverige - urval
1987 - Sveriges Radio / radioteater - översättning Lars Bjurman, regi: Britt Edwall, medverkande: Krister Henriksson (Molina), Sven Wollter (Valentin), Börje Mellvig (fängelsedirektören).

1988 - Pistolteatern / scenföreställning - översättning Lars Bjurman, regi: Christian Tomner, bearbetning: Christian Tomner , Ulf Kjell Gür, Manuel Puig, scenbild: Bo-Ruben Hedwall, medverkande Stefan Sauk (Molina), Thorsten Flinck (Valentin), Sven Wollter (fängelsedirektörens röst).

1995 - Angeredsteatern  / scenföreställning - översättning Lars Bjurman, regi: Maria Hörnelius, scenbild: Lars Jakobsson, medverkande: Mats Blomgren (Molina), Erik Ståhlberg (Valentin).

2014 Uppsala Stadsteater / scenföreställning - översättning Lars Bjurman, regi: Eugenia Gorelik, scenbild: Maria Kuzik medverkande: Özz Nûjen (Molina), Francisco Sobrado (Valentin), Laura Kiehne.